# Gauliga Niederrhein
La Gauliga Niederrhein fue la liga de fútbol más importante del norte de la Provincia del Rin en Prusia entre 1933 y 1945.

## Historia
La liga fue creada en el año 1933 por la Oficina Nazi de Deportes luego de que el régimen nazi llegara al poder en Alemania como consecuencia del Tercer Reich y en este caso, la liga estaba en una zona pequeña pero bastante poblada. El club más exitoso de la región fue el Fortuna Düsseldorf, el cual llegó a la fase final de la Gauliga Nacional en dos ocasiones, siendo el único equipo de la región en alcanzar la final nacional.
La primera temporada de la liga contó con la participación de 12 equipos, los cuales se enfrentaban todos contra todos a visita recíproca, en donde el campeón de liga clasificaba a la fase final de la Gauliga y los peores tres equipos de cada temporada descendían de categoría. En la temporada 1934/35 la cantidad de equipos en la liga bajó a 11 y después a 10 y de 1935 a 1942 mantuvo su sistema de competición, con lo que fue una de las pocas Gauligas que mantuvo su sistema de competición durante la Segunda Guerra Mundial.
En la temporada 1942/43 la liga bajó su cantidad de equipos a 9, pero en la temporada siguiente volvió a jugarse con 10 equipos.
El inminente colapso de la Alemania Nazi en 1945 afectó gravemente al sistema de la Gauliga, pero en tan solo una fecha de la temporada 1944/45, la liga dejó de existir.
Luego de que la región fuese ocupada por las Fuerzas Aliadas de Reino Unido no se volvió a jugar fútbol en la región hasta que en 1947 nace la Oberliga West como la liga más importante de la región de Renania del Norte-Westfalia.

## Equipos fundadores
Estos fueron los 12 equipos que disputaron la primera temporada de la liga en 1933/34:
| - VfL 06 Benrath - Fortuna Düsseldorf - SV Hamborn 07 - TSV Duisburg 99 | - Borussia München-Gladbach - Duisburger FV 08 - Schwarz-Weiß Essen - Preußen Krefeld | - Rheydter SV - BV Preußen Altenessen - Alemannia Aachen - Schwarz-Weiß Barmen |

## Lista de campeones
| Temporada | Campeón                | Finalista             |
| --------- | ---------------------- | --------------------- |
| 1933-34   | VfL 06 Benrath         | Fortuna Düsseldorf    |
| 1934-35   | VfL 06 Benrath         | Fortuna Düsseldorf    |
| 1935-36   | Fortuna Düsseldorf     | VfL 06 Benrath        |
| 1936-37   | Fortuna Düsseldorf     | TuS Duisburg 48/99    |
| 1937-38   | Fortuna Düsseldorf     | Schwarz-Weiß Essen    |
| 1938-39   | Fortuna Düsseldorf     | Schwarz-Weiß Essen    |
| 1939-40   | Fortuna Düsseldorf     | Schwarz-Weiß Essen    |
| 1940-41   | TuS Helene Altenessen  | Rot-Weiß Essen        |
| 1941-42   | SV Hamborn 07          | TuS Duisburg 48/99    |
| 1942-43   | BSG Westende Hamborn   | TuS Helene Altenessen |
| 1943-44   | KSG SpV/48/99 Duisburg | BSG Westende Hamborn  |

## Posiciones finales 1933-44
| Club                     | 1934 | 1935 | 1936 | 1937 | 1938 | 1939 | 1940 | 1941 | 1942 | 1943 | 1944 |
| ------------------------ | ---- | ---- | ---- | ---- | ---- | ---- | ---- | ---- | ---- | ---- | ---- |
| VfL 06 Benrath           | 1    | 1    | 2    | 8    | 7    | 9    |      |      | 8    | 7    | 5    |
| Fortuna Düsseldorf       | 2    | 2    | 1    | 1    | 1    | 1    | 1    | 5    | 9    |      | 7    |
| SF Hamborn 07 3          | 3    | 6    | 4    | 4    | 3    | 5    | 4    | 4    | 1    | 5    |      |
| TuS Duisburg 48/99 3     | 4    | 9    |      | 2    | 4    | 8    | 8    | 8    | 2    | 3    |      |
| Borussia Mönchengladbach | 5    | 3    | 9    |      |      |      |      |      |      |      |      |
| FV 08 Duisburg           | 6    | 4    | 7    | 9    |      |      |      |      |      |      |      |
| Schwarz-Weiß Essen       | 7    | 7    | 8    | 6    | 2    | 2    | 2    | 3    | 6    | 9    |      |
| Preußen Krefeld          | 8    | 8    | 6    | 10   |      |      |      |      |      |      |      |
| Rheydter SpV             | 9    | 11   |      |      |      |      |      |      |      |      |      |
| BV Preußen Essen         | 10   |      |      |      |      |      |      |      |      |      |      |
| Alemannia Aachen 1       | 11   |      |      |      |      |      |      |      |      |      |      |
| Schwarz-Weiß Barmen      | 12   |      |      |      |      |      |      |      |      |      |      |
| Rot-Weiß Oberhausen 3    |      | 5    | 3    | 3    | 9    |      | 5    | 6    | 5    | 6    |      |
| Homberger SpV            |      | 10   |      |      |      |      |      |      |      |      |      |
| TuRu Düsseldorf          |      |      | 5    | 5    | 6    | 7    | 6    | 7    | 10   |      |      |
| Union Hamborn 3          |      |      | 10   |      | 8    | 10   |      |      |      |      |      |
| SSV Wuppertal 2          |      |      |      | 7    | 5    | 6    | 9    |      | 3    | 10   |      |
| BV Altenessen 3          |      |      |      |      | 10   |      |      |      |      |      |      |
| Rot-Weiß Essen 3         |      |      |      |      |      | 3    | 3    | 2    | 4    | 4    |      |
| BSG Westende Hamborn     |      |      |      |      |      | 4    | 7    | 9    |      |      | 2    |
| VfB Hilden 03            |      |      |      |      |      |      | 10   |      |      |      |      |
| TuS Helene Altenessen    |      |      |      |      |      |      |      | 1    | 7    | 2    | 3    |
| VfR Ohligs               |      |      |      |      |      |      |      | 10   |      |      |      |
| Union Krefeld            |      |      |      |      |      |      |      |      |      | 8    | 10   |
| KSG SpV/48/99 Duisburg 3 |      |      |      |      |      |      |      |      |      |      | 1    |
| KSG Oberhausen 3         |      |      |      |      |      |      |      |      |      |      | 4    |
| Gelb-Weiß Hamborn        |      |      |      |      |      |      |      |      |      |      | 6    |
| KSG Essen 3              |      |      |      |      |      |      |      |      |      |      | 8    |
| KSG Hamborn 3            |      |      |      |      |      |      |      |      |      |      | 9    |

Fuente: «Gauliga Niederrhein». Das deutsche Fussball-Archiv. Consultado el 9 de abril de 2009.
- 1 Alemannia Aachen jugó en la Gauliga Mittelrhein a partir de 1937.
- 2 SSV Ebersfeld pasó a ser SSV Wuppertal en 1938.
- 3 Las siguientes Uniones Deportivas de Guerra (en alemán: KSG) fueron formadas en septiembre de 1943:
  - TuS Duisburg 48/99 y Duisburger SV formaron al KSG SpV/48/99 Duisburg.
  - Hamborn 07 y Union Hamborn formaron al KSG Hamborn.
  - RW Essen y BV Altenessen formaron al KSG Essen.
  - RW Oberhausen y Elmar Oberhausen formaron al KSG Oberhausen.